# Peter Aerts
Peter Aerts (ur. 25 października 1970 roku w Eindhoven) – holenderski kickbokser, trzykrotny mistrz K-1 World Grand Prix (1994, 1995, 1998).

## Kariera sportowa

### Wczesna Kariera
Od 6. do 17. roku życia trenował piłkę nożną, choć jego marzeniem była kariera boksera. Sport ten uprawiali bowiem jego dziadek i wujek. Na zapisanie się na treningi nie pozwoliła mu jednak matka. Zamiast tego w 1983 roku rozpoczął naukę taekwondo. W 1984 roku porzucił je na rzecz kick-boxingu. Swój pierwszy poważny turniej kickbokserski wygrał w wieku 19 lat. Rok później został mistrzem świata IKBF, a dwa lata później również WMTA w wadze ciężkiej.

### K-1
W 1993 roku podpisał kontrakt z nowo powstałą japońską organizacją K-1. Był jednym z ośmiu zawodników, którzy wystartowali w pierwszym turnieju K-1 o mistrzostwo tej organizacji (Grand Prix 1993 w Tokio). Mimo młodego wieku, był już uznanym kickbokserem i jednym z faworytów do sięgnięcia po tytuł. Odpadł jednak już po pierwszej walce, przegrywając przez decyzję z rodakiem Ernesto Hoostem.
W latach 1994 i 1995 dwukrotnie tryumfował w finałowym turnieju K-1, stając się jedną z największych gwiazd tej organizacji. Sukces ten powtórzył jeszcze w roku 1998. Zasłynął wtedy znokautowaniem wszystkich trzech rywali (kolejno Masaaki Satake, Mike Bernardo, Andy Hug) w pierwszych rundach, wygrywając turniej w rekordowym łącznym czasie 6 minut i 43 sekund. Rekord ten został pobity w 2009 roku przez Semmy’ego Schilta.
Następne lata nie były udane dla Aertsa, który trapiony kontuzjami był zmuszony do wycofania się z wielu turniejów. Na udział w kolejnej walce o tytuł mistrza K-1 musiał czekać aż do 2006 roku, kiedy dotarł do finału, startując jako zawodnik rezerwowy (po wycofaniu się Remy’ego Bonjasky’ego). Przegrał jednak przez decyzję z broniącym tytułu Semmym Schiltem. Obaj spotkali się ponownie w finale następnego roku. Tym razem Aerts przegrał w pierwszej rundzie przez techniczny nokaut z powodu kontuzji kolana.
Aerts wziął rewanż na Schilcie we wrześniu 2008 roku, kiedy wyeliminował go z udziału w finałach K-1 World GP, pokonując go podczas Final 16 w Seulu. Złamał tym samym trwającą od 2005 roku kompletną dominację Schilta w K-1. W Finale World GP odpadł jednak już w pierwszej walce, pokonany przez techniczny nokaut przez Badra Hariego. W 2009 roku po raz pierwszy w karierze nie zakwalifikował się do finałów, przegrywając w Final 16 z Alistairem Overeemem.
3 kwietnia 2010 roku otrzymał szansę walki o mistrzostwo K-1 w wadze ciężkiej (do 100 kg). Aerts, nominalnie zawodnik wagi superciężkiej, aby w niej wystąpić schudł do 97 kg. Jego rywalem był dotychczasowy mistrz, Kyotaro. Japończyk znokautował Holendra ciosem sierpowym w drugiej rundzie. W październiku podczas Final 16 Aerts pokonał przez decyzję po dodatkowej rundzie Ewertona Teixeirę i po raz 17 awansował do Finału K-1 WGP, który został rozegrany 11 grudnia 2010 roku w Tokio. W ćwierćfinale znokautował Mighty Mo, a w zaciętym półfinale wygrał przez decyzję większości z obrońcą tytułu Semmym Schiltem. 40-letni Aerts, jak sam przyznał po gali, nie wytrzymał jednak trudów turnieju i w konsekwencji w finale uległ przez szybki nokaut Alistairowi Overeemowi.
Niedługo potem K-1 z powodu problemów finansowych zawiesiła funkcjonowanie. W 2012 roku Aerts związał się więc z holenderską organizacją Glory. Ponad 40-letni zawodnik, trapiony licznymi kontuzjami nie odnosił już jednak znaczących sukcesów.
19 października 2014 roku Aerts stoczył w Osace walkę z Ernesto Hoostem, której stawką było mistrzostwo świata WKO w kick-boxingu w wadze ciężkiej. Było to 6 w historii starcie między obydwoma utytułowanymi holenderskimi zawodnikami. Po raz czwarty tryumfował Hoost, który po 3 rundach zwyciężył przez jednogłośną decyzję sędziów. Jak się potem okazało była to ostatnia walka Petera Aertsa. W sierpniu 2015 roku miał wprawdzie walczyć na kolejnej gali w Japonii, jednak w dniu 8 czerwca 2015 roku poinformował, iż niezaleczone kontuzje wykluczają jego występ. W związku z tym ogłosił, iż po ponad 30 latach sportowej kariery wycofuje się z dalszych startów i zamierza się poświęcić trenowaniu młodych zawodników.

## Osiągnięcia
Peter Aerts jest rekordzistą pod względem występów w finałowym turnieju K-1 World Grand Prix – 17 razy (nieprzerwanie w latach 1993-2008 oraz w 2010 roku; walczył również w 2009, ale jedynie w walce rezerwowej). Wygrał trzy razy (1994, 1995, 1998), trzykrotnie był drugi (2006, 2007, 2010). Przydomek "Drwal" nawiązuje do jego nokautujących kopnięć, którymi "ścinał" swoich rywali.
- 2010: Wicemistrz K-1 World GP
- 2007: Wicemistrz K-1 World GP
- 2006: Wicemistrz K-1 World GP
- 1998: Mistrz K-1 World GP
- 1995: Mistrz K-1 World GP
- 1995: Mistrz Świata WMTA w boksie tajskim w wadze superciężkiej
- 1994: Mistrz K-1 World GP
- 1991: Mistrz Świata WMTA w boksie tajskim w wadze ciężkiej
- 1990: Mistrz Świata IKBF w kick-boxingu w wadze ciężkiej

### Lista walk MMA
| Wynik     | Bilans | Przeciwnik         | Rozstrzygnięcie       | Runda | Czas | Rozgrywki                   | Data       | Miejsce | Uwagi |
| --------- | ------ | ------------------ | --------------------- | ----- | ---- | --------------------------- | ---------- | ------- | ----- |
| Przegrana | 1-2    | Baruto Kaito       | Decyzja (jednogłośna) | 3     | 3:00 | Rizin FF: Iza no Mai        | 31.12.2015 | Saitama |       |
| Przegrana | 1-1    | Shungo Oyama       | Poddanie (skrętówka)  | 1     | 0:30 | K-1 PREMIUM 2005 Dynamite!! | 31.12.2005 | Osaka   |       |
| Wygrana   | 1-0    | Wakashoyo Shunichi | TKO (ciosy pięściami) | 1     | 1:36 | Hero's 2                    | 6.07.2005  | Tokio   |       |